# Barillet (trombone)
Pour les articles homonymes, voir Barillet et Noix.
Le barillet (ou la noix, le système à barillet rotatif) est un mécanisme permettant d'abaisser la tessiture d'un cuivre en allongeant la colonne d'air , notamment d'une quarte sur les trombones ténor modernes en étant actionné par le pouce ou l'index du musicien au moyen d'une clé ou d'une palette.

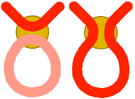
Flux d'air du barillet dans les deux positions

## Histoire
Le barillet rotatif a été développé en 1818, lorsque Friedrich Blühmel et Heinrich Stölzel ont été priés d'inclure également cette forme de construction dans le brevet de cor chromatique à pistons qu'ils avaient déposé. Ce dispositif a été amélioré à Prague par le corniste Joseph Kail en 1829. D'autres développements, notamment ceux apportés par le brevet de Joseph Riedl à Vienne en 1832 et de Leopold Uhlmann en 1843, ont finalement abouti à la forme utilisée jusqu'à aujourd'hui.
Le système à barillet rotatif en fa trouve son origine dans un instrument développé par le facteur d'instruments allemand Christian Friedrich Sattler de Leipzig à la fin des années 1830 et breveté en 1839. Il a gagné en popularité à une époque où les anciens trombones basse allemands en mi bémol et en fa étaient tombés en désuétude auprès des musiciens d'orchestre et étaient remplacés par un trombone ténor en si bémol à la perce large et aux grandes proportions de pavillon. Cet instrument était connu sous le nom de trombone ténor (en allemand :  Tenorbassposaune), c'était un trombone ténor en si bémol avec les dimensions de la perce et du pavillon d'un trombone basse, et était utilisé pour jouer les parties de trombone ténor et basse.

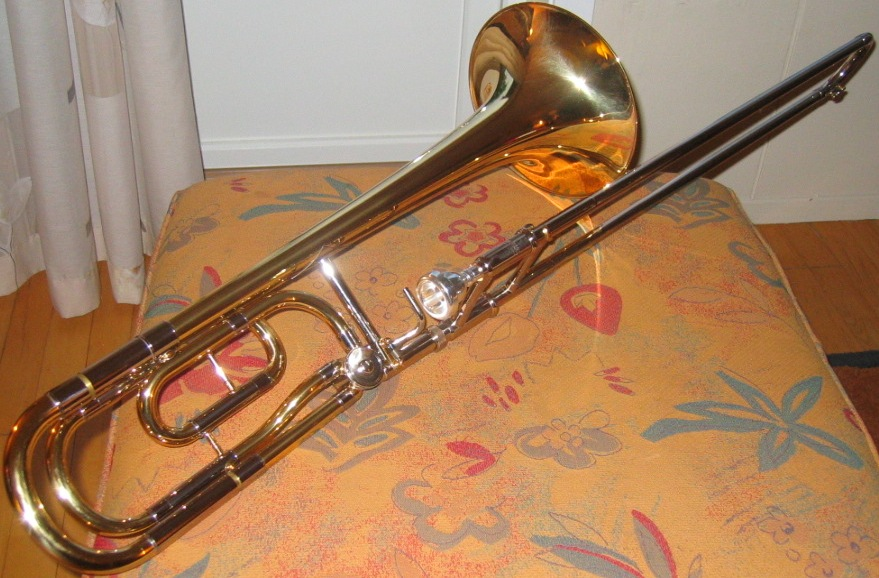
Trombone ténor avec un barillet en fa.

Jusqu'au milieu du 20e siècle, les trombonistes d'orchestre utilisaient des instruments dépourvus de barillet car ils n'en avaient pas besoin. Mais avec la popularité de compositeurs du 20e siècle tels que Mahler, les parties de trombone ténor ont commencé à s'étendre vers des notes plus graves qui nécessitaient une rallonge de tube. Bien que certains trombonistes préfèrent les modèles de trombone « droits » simples, la plupart d'entre eux  sont passés au modèle complet intégrant un barillet pour des raisons de commodité et de polyvalence.

## Fonctionnement
Le trombone ténor complet dispose d'un seul barillet (descendant la tessiture d'une quarte, de sib vers fa) et le trombone basse de deux barillets (associés à une quarte et une tierce) utilisés pour augmenter la longueur de la perce de l'instrument (et donc étendre l'ambitus vers le grave) en dirigeant le flux d'air à travers des tubes supplémentaires. Cela permet d'utiliser d'autres positions de coulisse pour de nombreuses notes et de gagner en vélocité pour les notes graves requérant de longs déplacements de la coulisse.

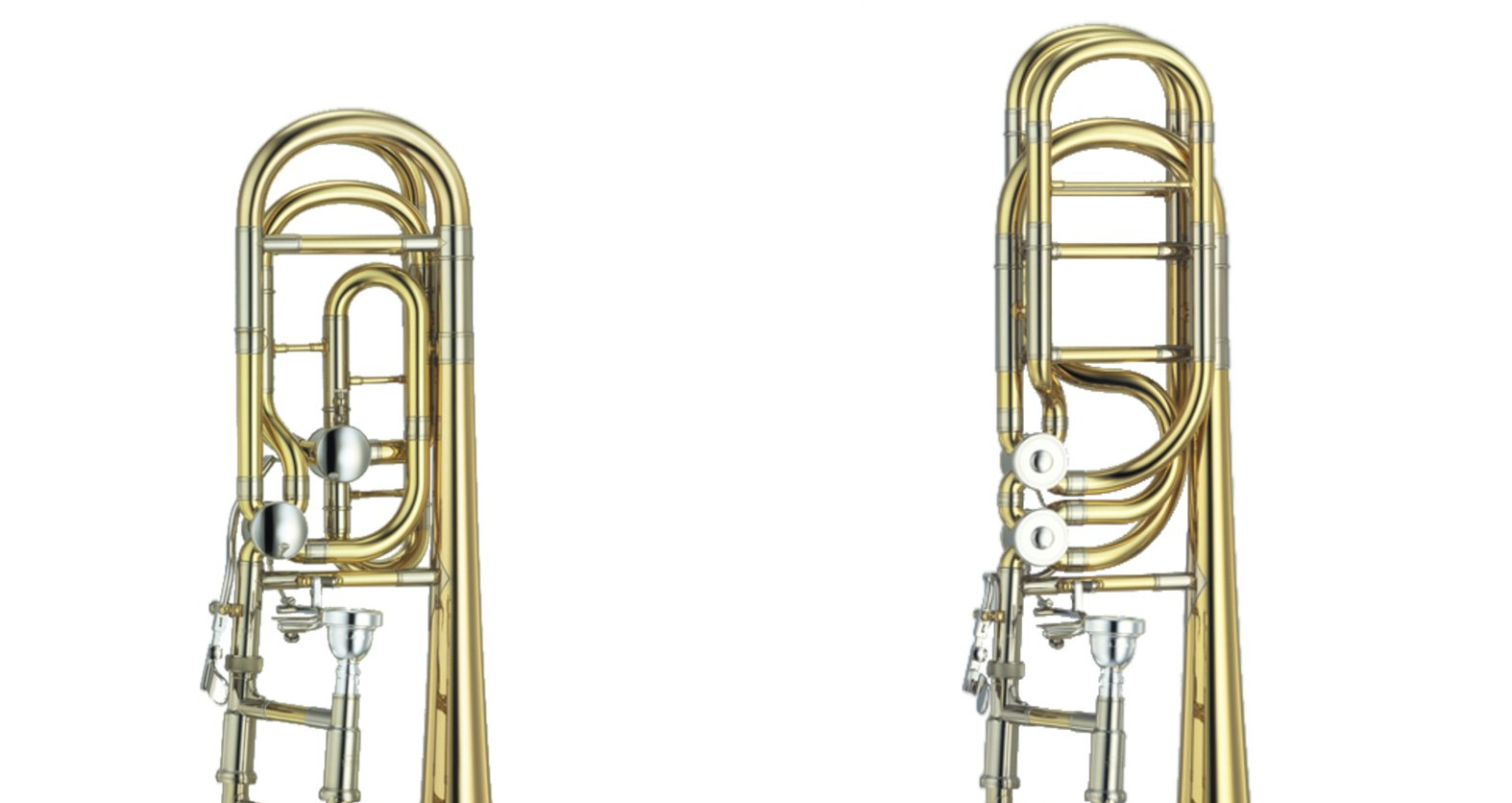
Cette image compare la configuration dépendante (à gauche) et la configuration indépendante (à droite) des deux noix d'un trombone basse moderne.

La noix possède un boisseau cylindrique à deux canaux, qui tourne de 90° (quart de tour) autour de son axe vertical lorsque la vanne est actionnée. La boucle de la vanne et le tube principal débouchent à la même hauteur dans le corps.

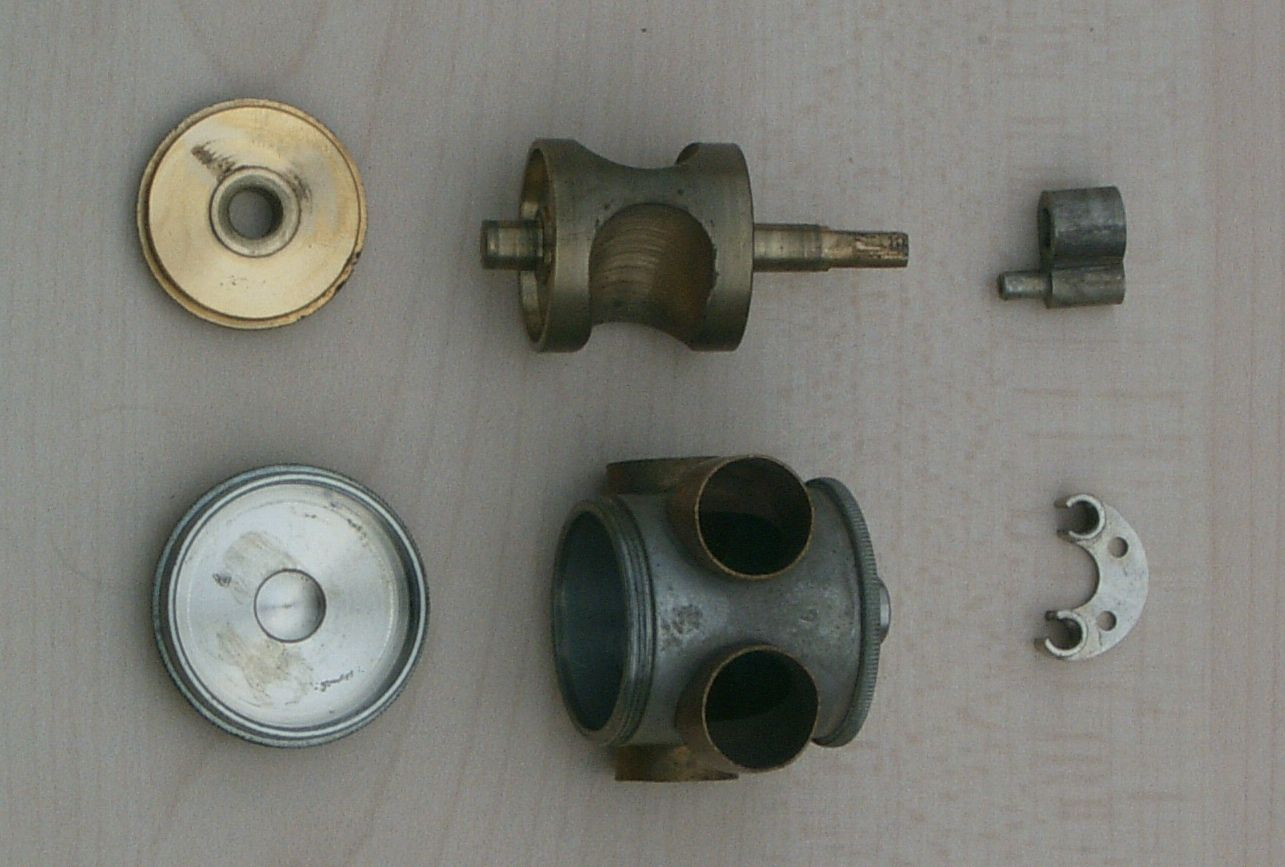
Pièces de la noix, en haut en partant de gauche : Couvercle, boisseau cylindrique, ailette ; en bas : couvercle à visser, corps fixe (boîte avec oreillettes), butée du boisseau (fer à cheval)

L'actionnement se fait généralement à l'aide d'un levier à ressort, relié au corps du boisseau soit par des articulations mécaniques, soit par un mécanisme à câble.  
Pour des raisons techniques de fabrication, le corps du barillet avec ses goupilles de palier est traditionnellement fabriqué de manière légèrement conique (rapport conique d'environ 1:40), mais depuis quelques années, grâce à l'utilisation de machines d'usinage plus précises, il est également cylindrique avec roulement à billes. Les matériaux utilisés pour la fabrication sont les suivants:
- pour le corps du boisseau cylindrique : soit traditionnellement en laiton, soit en bronze plus durable ou soit en plastique avec des goupilles de palier en acier inoxydable.
- pour le corps de la noix (traditionnellement appelée la « douille » ) : en laiton ou en maillechort.

Les barillets rotatifs (palettes) sont particulièrement utilisées sur le cor d'harmonie ainsi que sur les modèles allemands d'instruments à vent courants, comme la trompette de concert allemande et sur le trombone de concert allemand. On les trouve également sur les instruments à vent de la musique populaire d'Europe continentale, comme le cor ténor et le cor baryton. Grâce à la démultiplication du levier, la course du boisseau peut être réduite au prix d'une force d'actionnement plus élevée, raison pour laquelle les noix rotatives sont également très répandues sur les tubas allemands. 

### Différents modèles
Le design ergonomique et la course courte de la noix rotative ordinaire en font un modèle populaire. Son principal inconvénient est l'entrave au flux d'air à cause des courbes  lorsque la colonne d'air « se courbe » brusquement lorsqu'elle traverse le cylindre percé de la noix. Néanmoins, ses avantages sont sa durabilité et sa facilité d'entretien. 
En réponse au problème de trajectoire de l'air avec des angles abrupts, il a été développé différents types de noix pour améliorer l'écoulement du flux d'air :
- Noix axiale (en) inventée en 1976 par Orla Ed Thayer [3]
- Noix Hagmann (en) inventée par le genevois René Hagmann dans les années 1990[4]

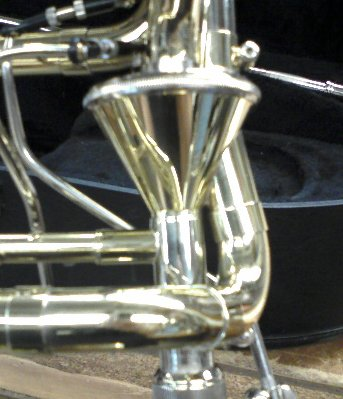
Noix axiale

- Noix Open Flow Meinlschmidt
- etc.